# 蜂屋般若介
蜂屋 般若介（はちや はんにゃのすけ）は、戦国時代の武将。尾張国の人。織田信長の配下。
『信長公記』によると、天文22年（1553年）4月の赤塚の戦いに参加した。『勢州軍記』によれば永禄12年（1569年）の大河内城の戦いに従軍したが、北畠軍が氏家卜全の陣に夜襲を敢行し、その戦闘で高島椋右衛門に討たれた。